# Pseudogastromyzon myersi
Pseudogastromyzon myersi es una especie de peces de la familia Balitoridae en el orden de los Cypriniformes.

## Morfología
Cuerpo aplastado horizontalmente, boca en la parte inferior, y ojos en la parte superior de su rostro, aletas modificadas para un nado comprimido (excepto la caudal, dorsal). 
En su zona ventral se distinguen dos ventosas, a lo que debe uno de sus nombres comunes con las que se pega al soporte en el que está. 
Su cuerpo está diseñado, para ofrecer la menos resistencia posible a las corrientes de los arroyos donde vive. 
Color café parduzco hasta marrón claro con manchas irregulares más oscuras por todo su cuerpo. Y, cambian su coloración dependiendo de su substrato, humor, alimento, temperatura, y calidad del agua. 
Algunos ejemplares adultos presentan los primeros radios de la aleta dorsal en una coloración roja, algunos autores dicen que son los machos que son los machos. 
Se puede confundir con otras especies de la misma familia, que además tienen semejantes nombres comunes, como Gastromyzon punctulatus, (la diferencia fundamental radica en la forma y color de las manchas) 
Dimorfismo sexual: Se conoce muy poco al respecto

## Distribución geográfica
Se encuentra en la China: Guangdong y Hong Kong.

## Hábitat
Es un pez de agua dulce.